# Mariano Fortuny
Mariano Fortuny y Marsal (Reus, 11 de junio de 1838-Roma, 21 de noviembre de 1874) fue un pintor, acuarelista y grabador español, considerado junto a Eduardo Rosales uno de los pintores españoles más importantes del siglo XIX, después de Goya.

## Biografía
Su nombre completo era Mariano José María Bernardo Fortuny y Marsal. Quedó huérfano a los seis años de edad y fue criado por su abuelo. Él fue su tutor y su mejor valedor en sus primeros años y en su edad temprana, favoreciendo su formación artística con el pintor reusense Domènec Soberano. Contaba con la pequeña ayuda económica de dos eclesiásticos de Reus. Siendo aún niño, Fortuny también trabajó con el platero y orfebre miniaturista Antoni Bassa, quien influiría en la minuciosidad que caracterizó en el futuro su pintura.

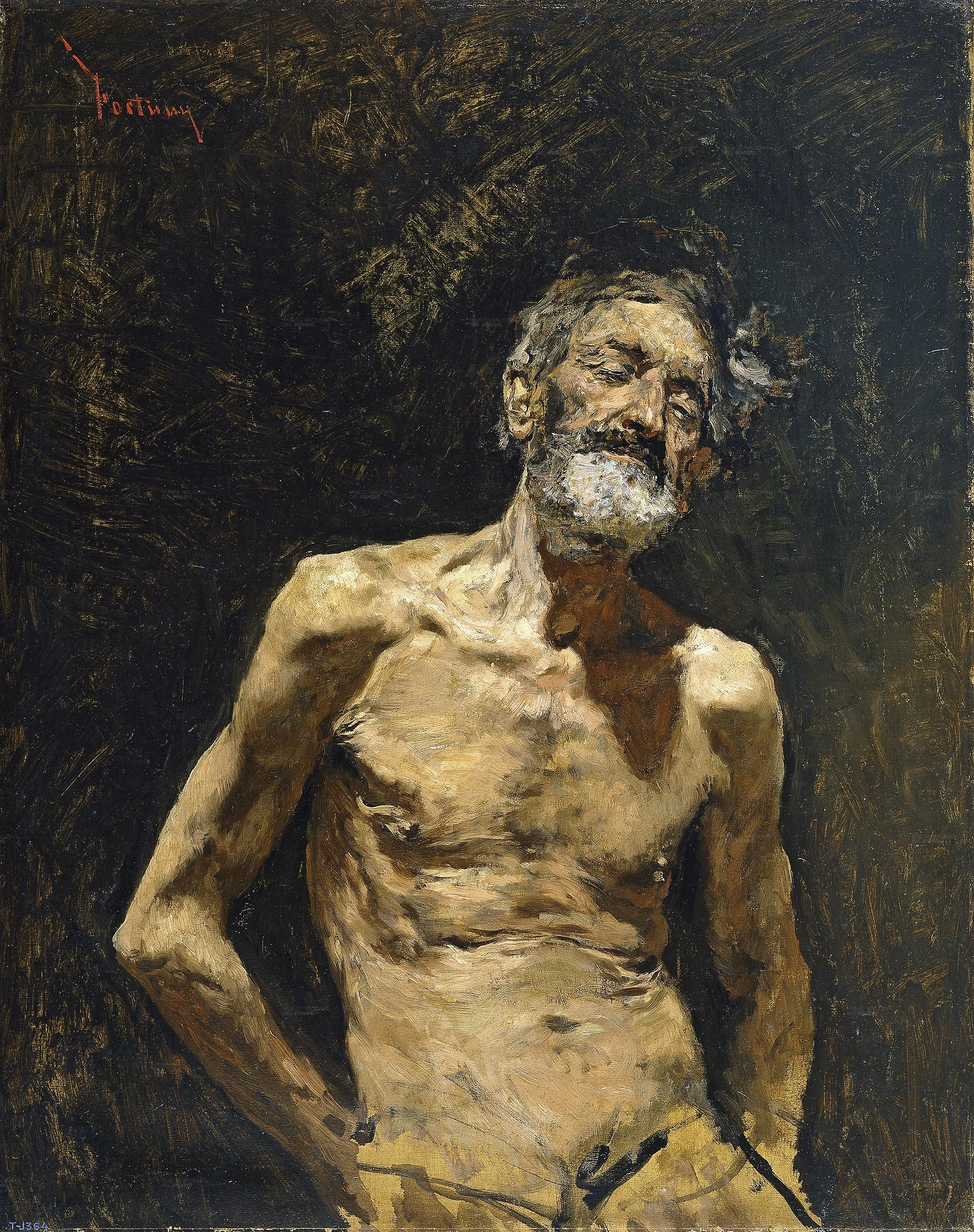
Viejo desnudo al sol, 1863 (Museo del Prado), Madrid.

### Formación
En 1852 se trasladó a Barcelona en compañía de su abuelo. Allí entró a trabajar en el taller del escultor Domènec Talarn, quien, satisfecho con los avances de su joven alumno, le gestionó una pequeña pensión de la Obra Pía y la matrícula gratuita en la Escuela de Bellas Artes de la Lonja, donde recibirá por primera vez formación oficial. Sus maestros en la Escuela serán Pablo Milà y Fontanals, Luis Rigalt y Claudio Lorenzale, algunos muy influidos por el llamado «purismo nazareno».

### Primer viaje a Roma
En 1858 se trasladó por primera vez a Roma con una pensión de la Diputación de Barcelona, donde entablará amistad con otros artistas españoles en la ciudad como Eduardo Rosales o Dióscoro Puebla. Esta pensión tuvo una estricta restricción, pues Fortuny tenía que enviar constantemente algunas de sus obras a la Diputación para demostrar sus progresos y justificar su estadía.
En Roma conoció también a varios artistas italianos; entre todos ellos Attilio Simonetti (1843-1925) se volvió su discípulo y amigo fraterno. Paralelamente, asistía a la escuela privada de Lorenzale, en donde se desarrolló en una vista más amplia su gusto por el romanticismo.

### Marruecos
En 1860 estalló la primera guerra de Marruecos, y la Diputación de Barcelona encargó a Fortuny que viajara a este país con el fin de convertirse en cronista gráfico de la contienda en compañía de Pedro Antonio de Alarcón. Allí se integraría como pintor en el regimiento del general Juan Prim, también originario de Reus. El 12 de febrero de 1860, se registró su llegada a estas tierras y comenzó su trabajo como cronista de los acontecimientos.
África va a suponer un descubrimiento para Fortuny, deslumbrado por la luz norteafricana y encandilado por las planicies abiertas, las luces y los habitantes de Marruecos, llegando incluso a aprender nociones de árabe para integrarse mejor. Se liberará desde este momento de convenciones y academicismos, sintiéndose atraído intensamente por los temas orientales. Como consecuencia esa estancia, Fortuny pintó algunas de las obras más significativas de su producción, como La batalla de Tetuán (Museo Nacional de Arte de Cataluña, Barcelona). O paisajes donde practicó todas las aportaciones técnicas que fue añadiendo a su pintura como Paisaje norteafricano (Museo Carmen Thyssen Málaga), mediante las cuales consigue conferir una intensa sensación ambiental de pleno sol a una composición de apariencia engañosamente intrascendente. Asimismo, Fortuny se interesó por el pintoresquismo árabe, del cual tomaría inspiración desde esa época en el resto de su obra, destacándose notoriamente en su posterior obra La odalisca.
Una vez concluida la guerra de Marruecos tras la firma de paz con España, Fortuny regresaría a España. Se asentó un tiempo en Barcelona, lugar donde crearía una amistad con la familia de Madrazo, de la cual su hija, Cecilia de Madrazo, se convertiría en su esposa. Una vez en Roma, asistiría a la Academia de Bellas Artes de Francia en la villa Médicis, en la cual comenzaría los bocetos para su obra La batalla de Tetuán.
Posteriormente, en septiembre y octubre de 1862, solicitó a la diputación de Barcelona regresar a África para hacer un estudio de la luz del lugar a cambio del envío de algunas obras que realzaría en su estadía en Marruecos. Este viaje tuvo mucha influencia en su estilo al regreso de este. Sus obras se tornaron con un estilo oriental, mejor visto en su gran plafón La reina María Cristina pasando revista a las tropas (ahora en el Museo del Prado), pedido del duque de Riansares.

### Éxito

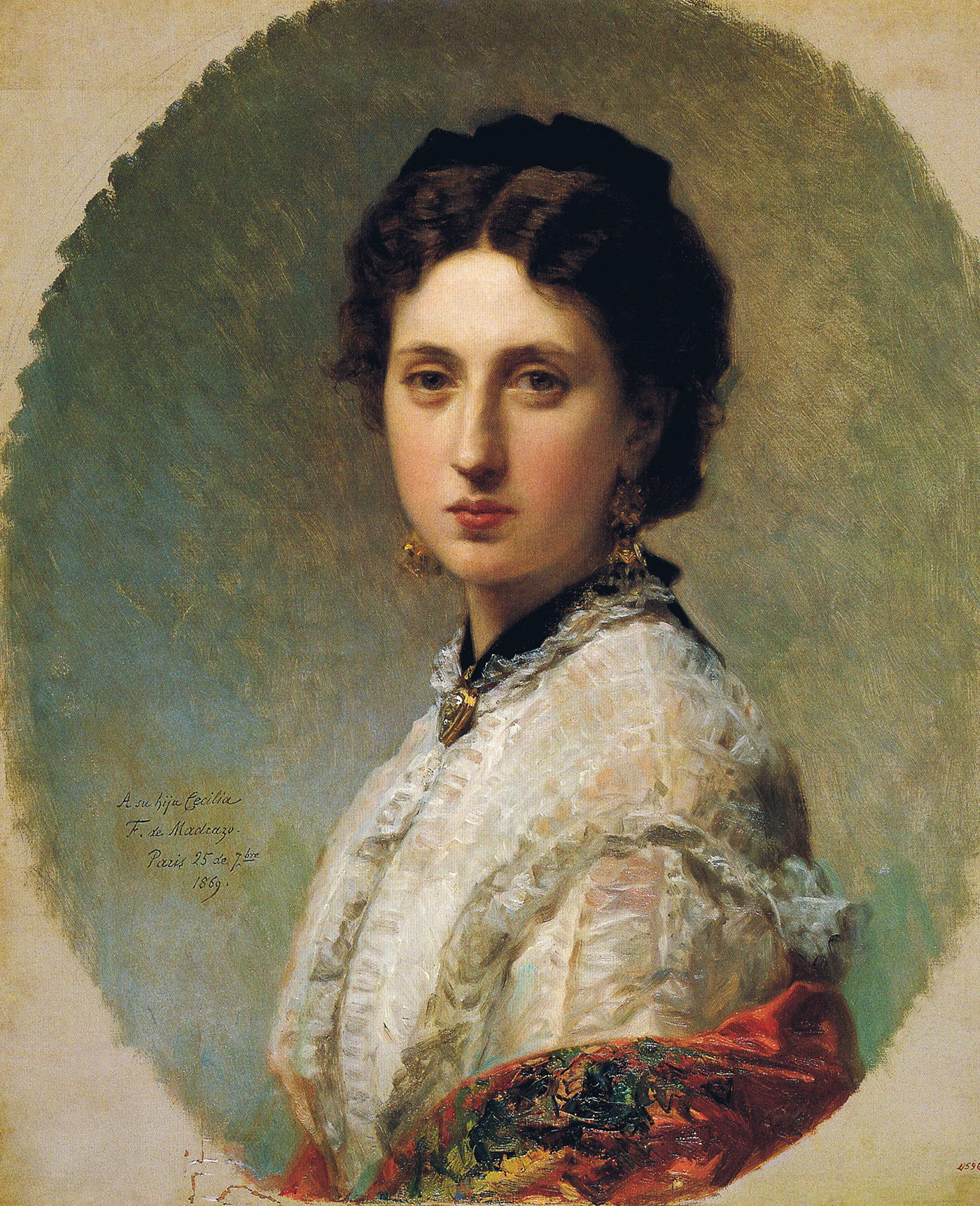
La esposa de Fortuny, Cecilia de Madrazo, retratada en 1869 por su padre, Federico de Madrazo.

Tras su regreso a Europa volvió a Roma. Contrajo matrimonio con Cecilia de Madrazo, hija del pintor Federico de Madrazo y hermana del también pintor Raimundo de Madrazo, con quien Fortuny llegaría a establecer una íntima amistad y con quien compartía afición por la tauromaquia. Esta manifestación artística apasionó al pintor que quedó encandilado por sus valores plásticos e impresionado por la mezcla de color y drama ritual, elegancia y brutalidad del universo taurino. Obras como Corrida de toros. Picador herido (Museo Carmen Thyssen Málaga) de 1867, dejan atrás el preciosismo idiosincrásico del pintor para captar con un agudísimo sentido del movimiento instantáneo la sensación de fuerza bruta y dramatismo desaforado de los protagonistas.

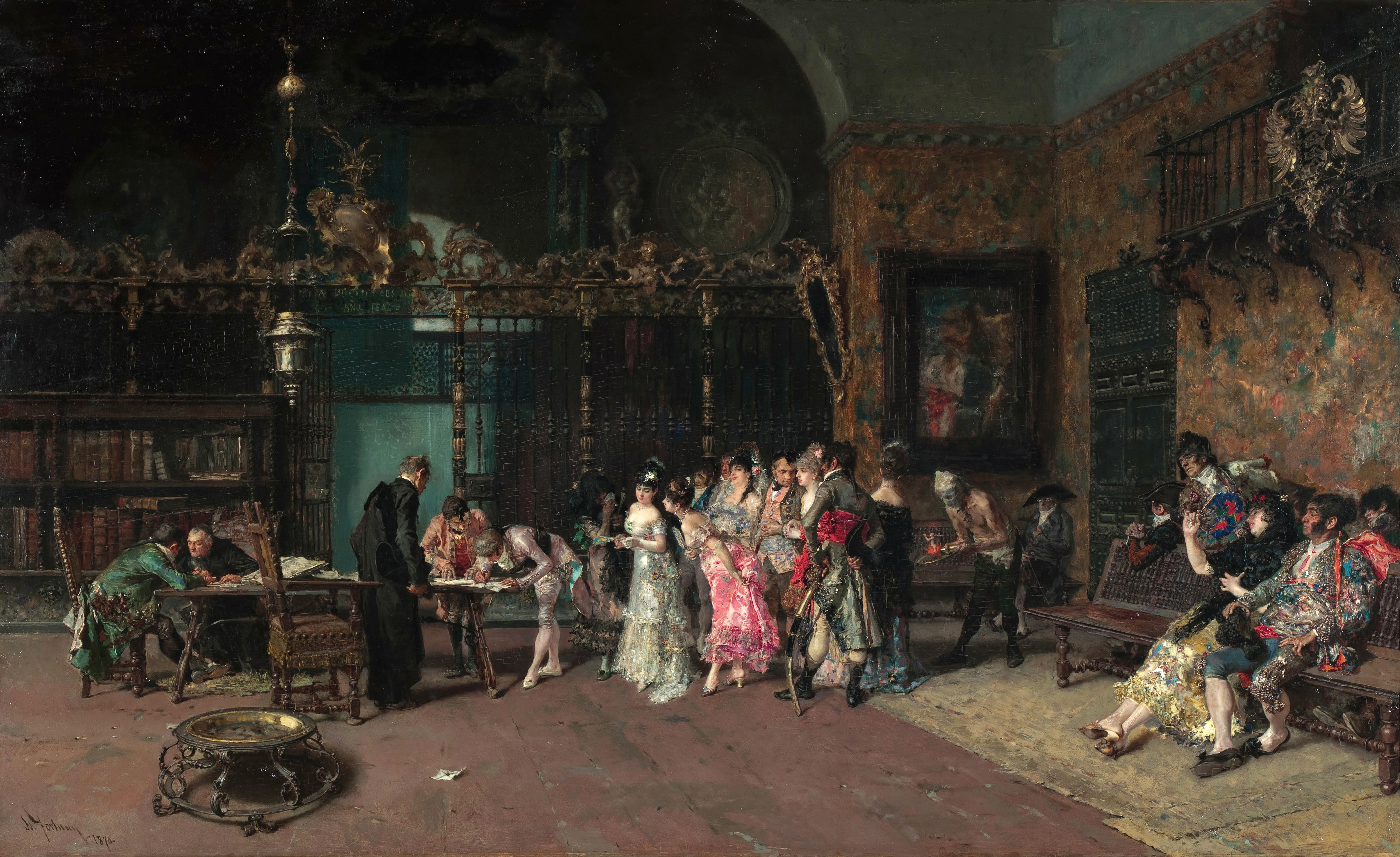
La vicaría, 1870 (Museo Nacional de Arte de Cataluña de Barcelona).

Poco después pintó uno de sus cuadros más famosos: La vicaría (Museo Nacional de Arte de Cataluña, Barcelona), inspirado supuestamente en la vicaría de su parroquia en Madrid, pero que muchos identifican como la vicaría de la prioral de San Pedro de Reus. Considerada como el clímax de su carrera. Aquí se resumen todos los aspectos característicos de su obra; la minuciosidad y precisión de su trazo, el uso metódico del color y el estudio exhaustivo por un uso de la luz adecuado. Théophile Gautier alabó la obra extraordinariamente, lo que contribuyó a incrementar su fama. El marchante Adolphe Goupil, con quien Fortuny había suscrito un contrato de exclusividad en septiembre de 1866, compró el cuadro por 70 000 francos y no lo quiso exponer por miedo a estropearlo, hasta que lo revendió por 250 000 francos.
La posterior difusión de sus obras El coleccionista de estampas y Fantasía sobre Fausto terminarían de catapultar su trabajo hasta el éxito definitivo.

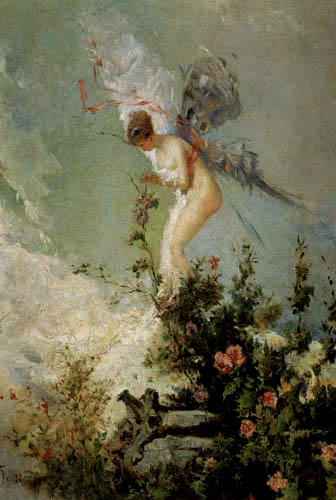
La Libélula, 1866 (Museo de Bellas Artes de Valencia).

Hacia 1870 Fortuny se trasladó a París, donde contempló las obras del Museo del Louvre, y del Museo de Luxemburgo, interesándose especialmente por artistas como Horace Vernet, Eugène Fromentin, Alexandre-Gabriel Decamps y, muy especialmente, Eugène Delacroix. En ese año expuso varias obras en la sala parisina de Adolphe Goupil. Esta muestra fue elogiada por varios críticos como Théophile Gautier y fue un paso clave en su consagración internacional.
En 1868 los Fortuny se instalan en Granada, donde Mariano pintará diversas obras y hacia donde atraerá a algunos de sus amigos de París, como Martín Rico, Jules Worms o el bilbaíno Eduardo Zamacois (quien, finalmente, moriría en Madrid antes de llegar).

### Últimos años y muerte

La batalla de Tetuán, 1863-1873 (Museo Nacional de Arte de Cataluña de Barcelona).

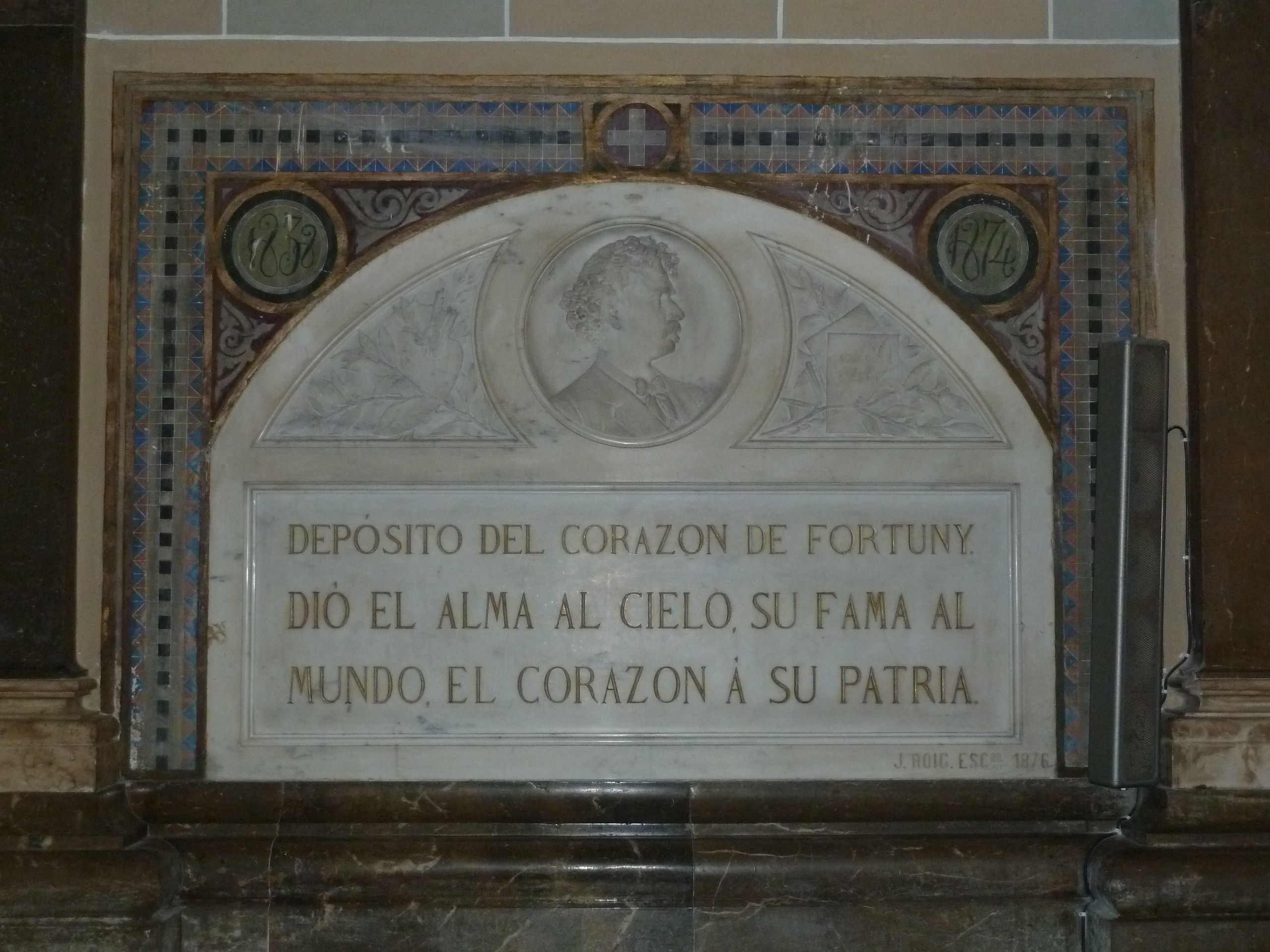
Depósito del corazón de Fortuny en Reus.

Fortuny viajó brevemente a Londres, y después a Nápoles y a la pequeña localidad de Portici, en el sur de Italia. En aquella época manifestaba síntomas de depresión; el éxito comercial le había encumbrado a una envidiable posición social y económica, pero la clientela le demandaba un tipo de pintura que le impedía evolucionar. En mayo de 1874 regresó a París con la intención de romper su relación con Goupil. Finalmente el 9 de noviembre de 1874 volvió a Roma, donde murió el 21 de noviembre, debido a una hemorragia estomacal causada por una úlcera.
En abril de 1875, los cuadros que aún se encontraban en su estudio y los diferentes objetos que Fortuny había reunido en su colección privada fueron subastados en el Hotel Drouot de París, alcanzando ya entonces precios desorbitados.
A pesar de su muerte a los treinta y seis años, su estilo y el virtuosismo técnico de su obra lo definen como un gran pintor que marcó indeleblemente a toda una generación de pintores europeos. Cultivó una figuración preciosista, atenta a los detalles y juegos de luces, plasmada con asombrosa precisión mediante un toque de pincel aparentemente libre y espontáneo. Pero el éxito comercial y las exigencias de su marchante Goupil refrenaron una evolución que él deseaba, y que pudo revolucionar la pintura española de haber seguido vivo. Apuntan hacia esta nueva línea sus últimas obras como Desnudo en la playa de Portici o Los hijos del pintor en un salón japonés (ambas en el Museo del Prado).
Su corazón fue enterrado en Reus, su localidad natal, en la prioral de San Pedro. En Reus, asimismo, se dio su nombre al teatro principal de la ciudad (el Teatro Fortuny, aún existente), una plaza (la plaza del pintor Fortuny, más conocida como plaza del Condesito, personaje protagonista de una de las más populares acuarelas del maestro) y más tarde a una avenida.
Su hijo Mariano Fortuny y Madrazo fue un notable pintor, escenógrafo y diseñador.

## Principales obras

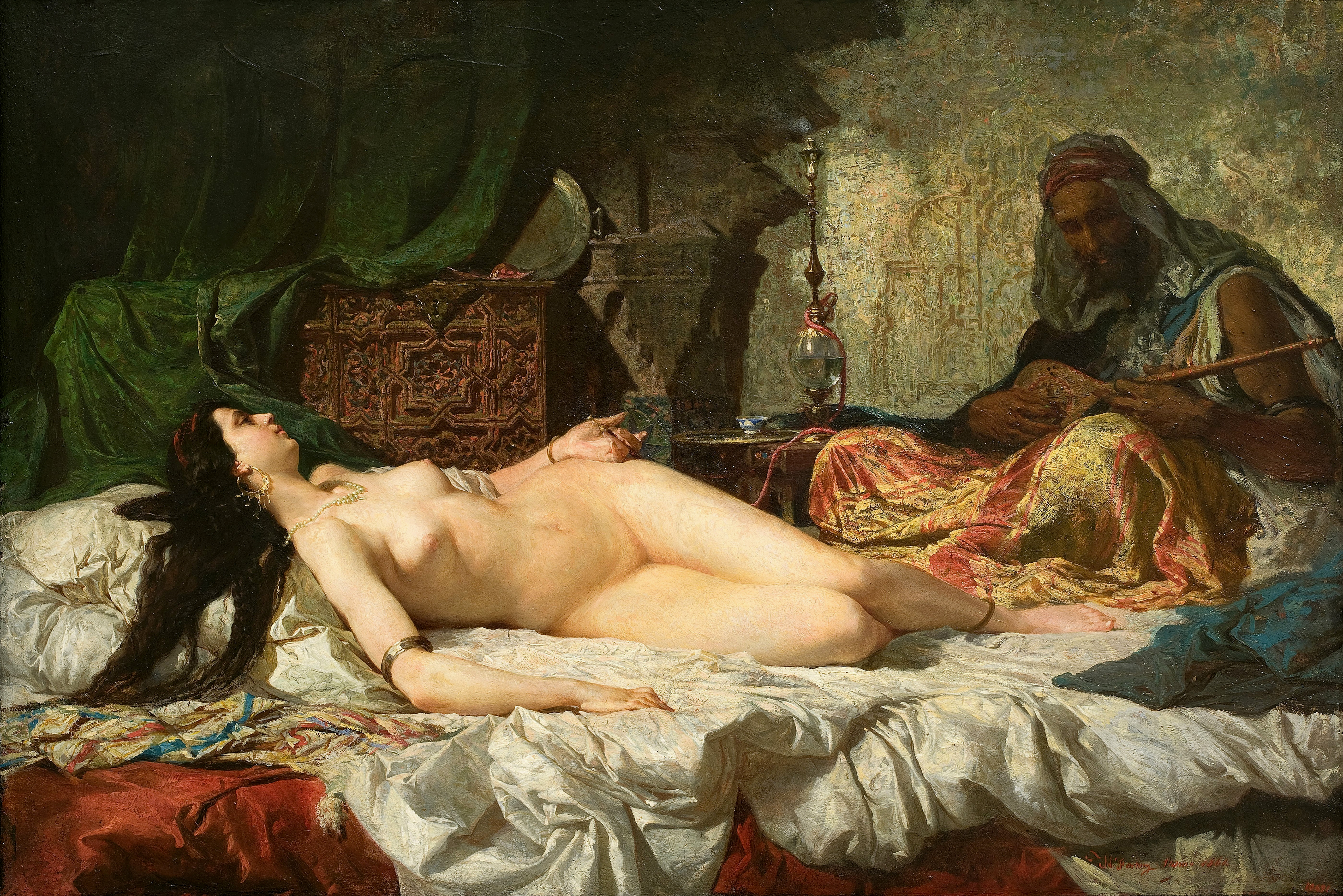
La odalisca, 1861 (MNAC de Barcelona).

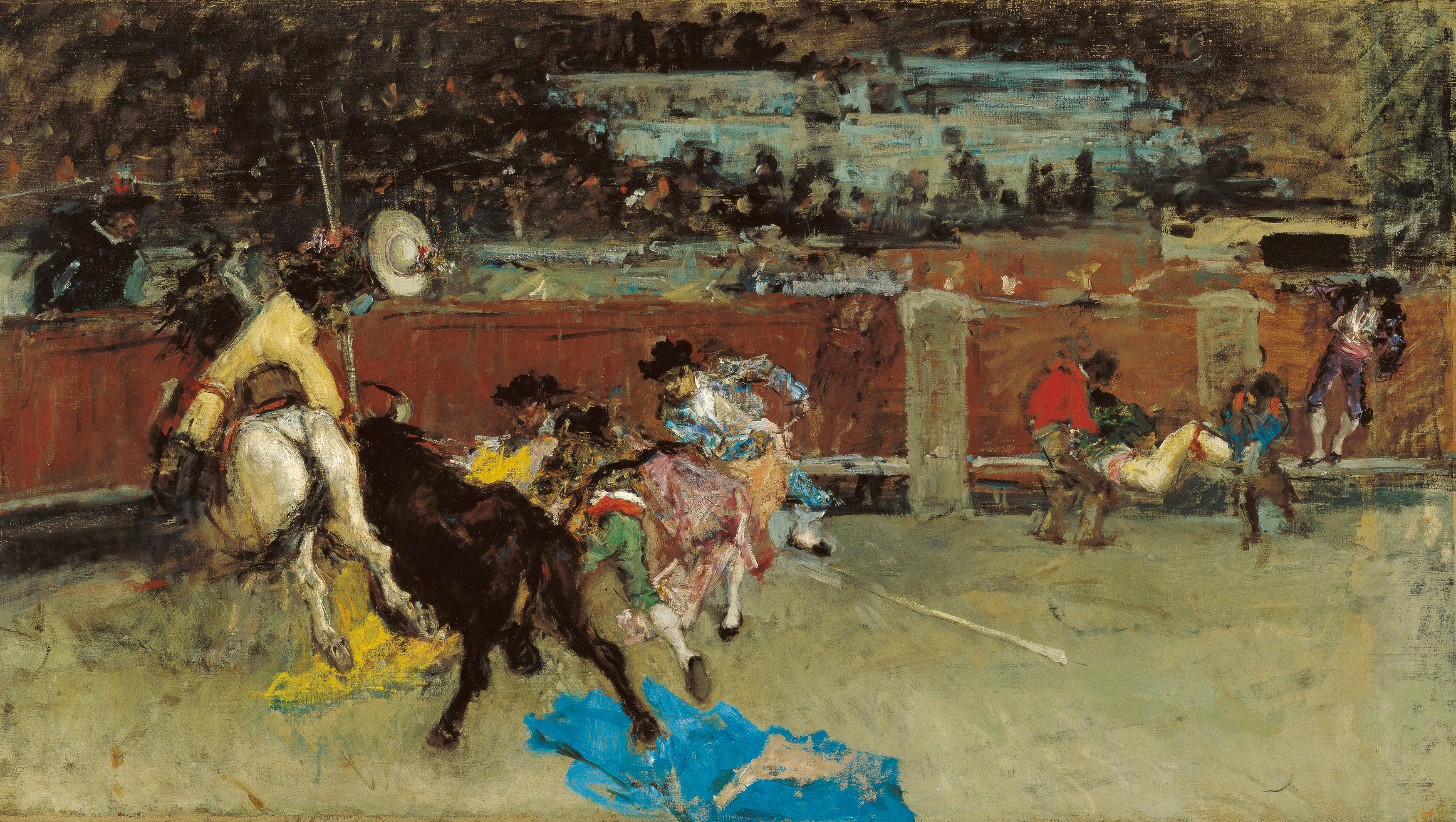
Corrida de toros. Picador herido, c. 1867. Óleo sobre lienzo pegado a aluminio, Museo Carmen Thyssen Málaga.

- La vicaría (Museo Nacional de Arte de Cataluña)
- La batalla de Tetuán (Museo Nacional de Arte de Cataluña)
- La batalla de Wad-Ras (Museo Nacional del Prado)
- Paisaje norteafricano (Museo Carmen Thyssen Málaga)
- La odalisca (Museo Nacional de Arte de Cataluña)
- El vendedor de tapices (Monasterio de Montserrat), Barcelona.
- Askari (Biblioteca Museo Víctor Balaguer, Villanueva y Geltrú)
- Askari (Hispanic Society of America, Nueva York)
- El condesito (Il contino) (acuarela; Museo Nacional de Arte de Cataluña)
- La elección de la modelo (National Gallery of Art; antes en la Galería de Arte Corcoran, Washington D. C.)
- La matanza de los Abencerrajes (Museo Nacional de Arte de Cataluña)
- Corrida de toros. Picador herido (Museo Carmen Thyssen Málaga)
- Los hijos del pintor en el salón japonés (Museo Nacional del Prado)
- La Libélula (Museo de Bellas Artes de Valencia)
- Desnudo en la playa de Portici (Museo Nacional del Prado)
- Viejo desnudo al sol (Museo Nacional del Prado)
- Jardín de la casa de Fortuny (terminado por su cuñado Raimundo de Madrazo, Museo Nacional del Prado)
- Fantasía sobre Fausto (Museo Nacional del Prado)
- La fragua del moro (Museo Municipal de Villadiego, Burgos)